# Mala Moštanica
Mala Moštanica (izvirno srbsko Мала Моштаница) je naselje v Srbiji, ki upravno spada pod Občino Obrenovac; slednja pa je del Mesta Beograd.

## Demografija
V naselju živi 1375 polnoletnih prebivalcev, pri čemer je njihova povprečna starost 41,9 let (41,2 pri moških in 42,7 pri ženskah). Naselje ima 562 gospodinjstev, pri čemer je povprečno število članov na gospodinjstvo 2,96.
To naselje je, glede na rezultate popisa iz leta 2002, večinoma srbsko, a v času zadnjih 3 popisov je opazen porast števila prebivalcev.
|  |

| Demografija | Demografija     | Demografija     |
| Leto        | Št. prebivalcev | Št. prebivalcev |
| ----------- | --------------- | --------------- |
|             |                 |                 |
|             |                 |                 |
|             |                 |                 |
|             |                 |                 |
| 1948        | 1085            |                 |
| 1953        | 1117            |                 |
| 1961        | 1139            |                 |
| 1971        | 999             |                 |
| 1981        | 1125            |                 |
| 1991        | 1265            | 1253            |
| 2002        | 1744            | 1665            |
|             |                 |                 |

| Etnična sestava po popisu iz leta 2002 | Etnična sestava po popisu iz leta 2002 | Etnična sestava po popisu iz leta 2002 | Etnična sestava po popisu iz leta 2002 | Etnična sestava po popisu iz leta 2002 |
| -------------------------------------- | -------------------------------------- | -------------------------------------- | -------------------------------------- | -------------------------------------- |
| Srbi                                   | Srbi                                   |                                        | 1.600                                  | 96,09%                                 |
| Črnogorci                              | Črnogorci                              |                                        | 17                                     | 1,02%                                  |
| Jugoslovani                            | Jugoslovani                            |                                        | 11                                     | 0,66%                                  |
| Makedonci                              | Makedonci                              |                                        | 6                                      | 0,36%                                  |
| Hrvati                                 | Hrvati                                 |                                        | 3                                      | 0,18%                                  |
| Slovenci                               | Slovenci                               |                                        | 3                                      | 0,18%                                  |
| Albanci                                | Albanci                                |                                        | 2                                      | 0,12%                                  |
| Čehi                                   | Čehi                                   |                                        | 1                                      | 0,06%                                  |
| Romuni                                 | Romuni                                 |                                        | 1                                      | 0,06%                                  |
| Muslimani                              | Muslimani                              |                                        | 1                                      | 0,06%                                  |
| Neznano                                | Neznano                                |                                        | 8                                      | 0,48%                                  |